# Toshiaki Maeda
Pour les articles homonymes, voir Maeda.
Toshiaki Maeda est un karatéka japonais surtout connu pour avoir remporté en kumite individuel masculin moins de 65 kilos le titre de champion du monde aux championnats du monde de karaté 1980 organisés à Madrid, en Espagne.

## Résultats
| Résultat           | Date | Épreuve                      | Catégorie | Compétition                | Ville hôte                  |
| ------------------ | ---- | ---------------------------- | --------- | -------------------------- | --------------------------- |
| Médaille d'or      | 1980 | Kumite individuel - 65 kilos | Seniors   | Championnats du monde 1980 | Madrid, en Espagne          |
| Médaille d'argent  | 1981 | Kumite individuel - 65 kilos | Seniors   | Jeux mondiaux 1981         | Santa Clara, aux États-Unis |
| Médaille de bronze | 1982 | Kumite individuel - 65 kilos | Seniors   | Championnats du monde 1982 | Taipei, à Taïwan            |